# Cristóbal Balenciaga
Cristóbal Balenciaga (21. ledna 1895 San Sebastián – 23. března 1972 Paříž) je poslední představitel elitářské Haute couture, módní návrhář a umělec.

## Život
Cristóbal Balenciaga se narodil ve Španělsku roku 1895. Pocházel z obyčejné rodiny. Jeho matka byla vynikající švadlena, která šila oblečení pro celé město, dokonce i pro vysoce postavené osoby španělské aristokracie, která trávila v nedalekém městečku prázdniny. Otec byl kapitánem na výletní lodi. Malý Cristóbal byl velmi nadaný, co se týče umění šít. Již ve svých šesti letech šil oděvy; první dílo bylo pro jeho kočku – ušil jí kabátek a obojek.
Podle přání rodiny se měl Cristóbal po otci stát námořníkem, ale rozhodl se kráčet ve šlépějích matky a šít oděvy. Jeho talentu si všimla zámožná markýza, která ho velmi podporovala. Roku 1918 Balenciaga otevřel svůj vlastní salón v San Sebastianu. Návrhář velmi inklinoval ke světu vysoké šlechty, tudíž bylo pochopitelné, že se jeho zákazníky stali nejvyšší možní aristokraté v čele se španělskou královnou. O rok později otevřel salóny v Barceloně a Madridu. Vzhledem k jeho klientele je nanejvýše pochopitelné, že jeho oděvy byly vyráběny z nejkvalitnějších látek a měly perfektní výšivky. Jeho modely byly zářivými klenoty ve světě Haute couture. Bohužel doba Balenciagovi úplně nepřála. Přestěhoval se do Francie a zařídil si tam módní salón. Jeho vážným konkurentem se stal Christian Dior. Oba dva návrháři sídlili v Paříži. Své modely vzájemně respektovali, ovšem přáteli se nikdy nestali. Do té doby, než se objevil Balenciaga, byl Christian Dior špičkovým návrhářem. Ovšem později se začalo po Paříži šířit tvrzení, že žena od Diora může postoupit jedině k Balenciagovi, nikam výše. Balenciaga se stal v Paříži jasnou jedničkou. Jeho salón byl vyhlášený, byl perfektně zařízený a mohli do něj vstupovat jen velmi zámožní a společensky vysoko postavení lidé. Panovala tam až klášterní atmosféra; všude bylo ticho, aby lidé mohli vnímat dokonalost módy.
Balenciagovy modely byly až do 60. let 20. století velmi drahé - kabátek vyšel na 170 tisíc francouzských franků. Poté musel Balenciaga začít slevovat. Nastala totiž éra, kdy lidé už nechtěli kupovat oblečení, které by se dědilo z generace na generaci, ale oblečení funkční, které budou moci s měnícími se trendy obměňovat (prêt-à-porter). Balenciaga byl tímto vývojem velmi zaskočen novým vnímáním módy a odešel proto do ústraní. Po jeho smrti roku 1972 zůstala jeho značka bez jakékoliv nové tvorby.

## Tvorba
Sám Balenciaga byl mistrem svého řemesla, byl vynikající v práci s jehlou, většinu svých modelů i sám stříhal, ovšem co se týče přenesení nápadu na papír, zde mírně pokulhával a většinou bylo potřeba najmout kreslíře, kteří mu s návhrhem pomohli.
Tvorba Balenciagy byla velmi ovlivněna jeho španělským původem. Mezi jeho typické poznávací znamení patřila černá krajka, a černá barva celkově. Oděvy byly precizně propracované, vše muselo být perfektní. Pro Balenciagu pracovali jen ti nejlepší střihači, kresliči a ševci. Měl rád, když šaty držely tvar, bylo tedy více než časté, že sukně jeho šatů byly tvořeny z velkého množství spodniček, aby byly patřičně nadýchané, pro udržení správného tvaru dokonce používal i koňské žíně, které sloužily jako výztuž. Často užívaným materiálem byl taft a hedvábí té nejvyšší kvality.
Balenciaga měl velký smysl pro detail a věděl, jak jsou pro ženy důležité doplňky, proto byly jeho šaty často tvořeny s 3/4 rukávy, aby byly vidět náramky. Do světa módy přinesl mnoho inovátorských siluet a modelů. Jako příklad můžeme uvést košilové šaty, kimonové kabátky, kokonovou sukni, empírové šaty se zvýšeným pasem.
Mezi jeho významnou klientelu patřila například Jacqueline Kennedyová Onassisová, Pauline de Rotschild nebo Marella Agnelli. Klientelu samozřejmě tvořila i veškerá aristokracie, v čele se španělskou královnou, pro kterou Balenciaga primárně šil.

## Značka Balenciaga
V roce 1986 odkoupila módní dům společnost Jacques Bogart S.A. Od roku 1997 řídí chod domu návrhář Nicolas Ghesquière. Jeho tvorba dokonale kombinuje prvky dědictví samotného Balenciagy s futuristickým retro stylem šedesátých let. Pod vedením Nicolase Ghesquiéra se značka Balenciaga dostává zpět na výsluní a přitahuje pozornost americké šéfredaktorky kultovního časopisu Vogue Anny Wintour.
Pod značkou Balenciaga se zrodily takové hvězdy jako Oscar de la Renta a Hubert de Givenchy.